# Ponte in pietra (Adana)
Il grande Ponte in pietra ((TR)  Taşköprü) scavalca il fiume Seyhan ad Adana, in Turchia.
Fu costruito durante il regno di Adriano nel II secolo. Oggi restano solo 14 dei 21 archi originali. 
Situato in una zona a rischio per i terremoti, il ponte è stato riparato molte volte nel corso dei secoli: in particolare all'epoca di Giustiniano, ma anche nel 742 durante il regno del califfo omayyade al-Walid II, dal quale prese il nome di Jisr al-Walid e nell'840 sotto il califfo al-Mu'tasim.
Il ponte è stato un elemento vitale dei collegamenti commerciali delle antiche Anatolia e Persia.
Taşköprü è uno dei simboli di Adana, ed è usato ancora oggi.